# Aulnay-sur-Mauldre
Pour les articles homonymes, voir Aulnay et Mauldre (homonymie).
Aulnay-sur-Mauldre est une commune française située dans le département des Yvelines  et dans la région Île-de-France.
Ses habitants sont appelés les Aulnaysiens.

## Géographie

### Localisation
Aulnay-sur-Mauldre est une commune périurbaine qui s'étend dans la vallée de la Mauldre à 30 m d'altitude environ, à 6 km environ au sud de la Seine.
Elle se trouve à 44 km l'ouest de Paris et à 13 km au sud-est de Mantes-la-Jolie.

### Hydrographie
La commune est traversée par la Mauldre, affluent de rive gauche de la Seine, et dont le débit moyen annuel y  est estimé à 2,05 m3/s. Il a tendance à augmenter au fil des années car il est renforcé par les rejets de populations urbaines de plus en plus importantes, notamment dans le sud-est du bassin (Versailles, Saint-Quentin-en-Yvelines…) et que l'on retrouve dans les stations d'épuration. Le débit maximum relevé à Épône est d'environ 20 m3/s.
La Mauldre a notamment inondé le village début juin 2016,.

### Communes limitrophes
| La Falaise | Nézel              | Aubergenville |
|            | Aulnay-sur-Mauldre | Bazemont      |
|            | Maule              |               |

### Voies de communication et transports

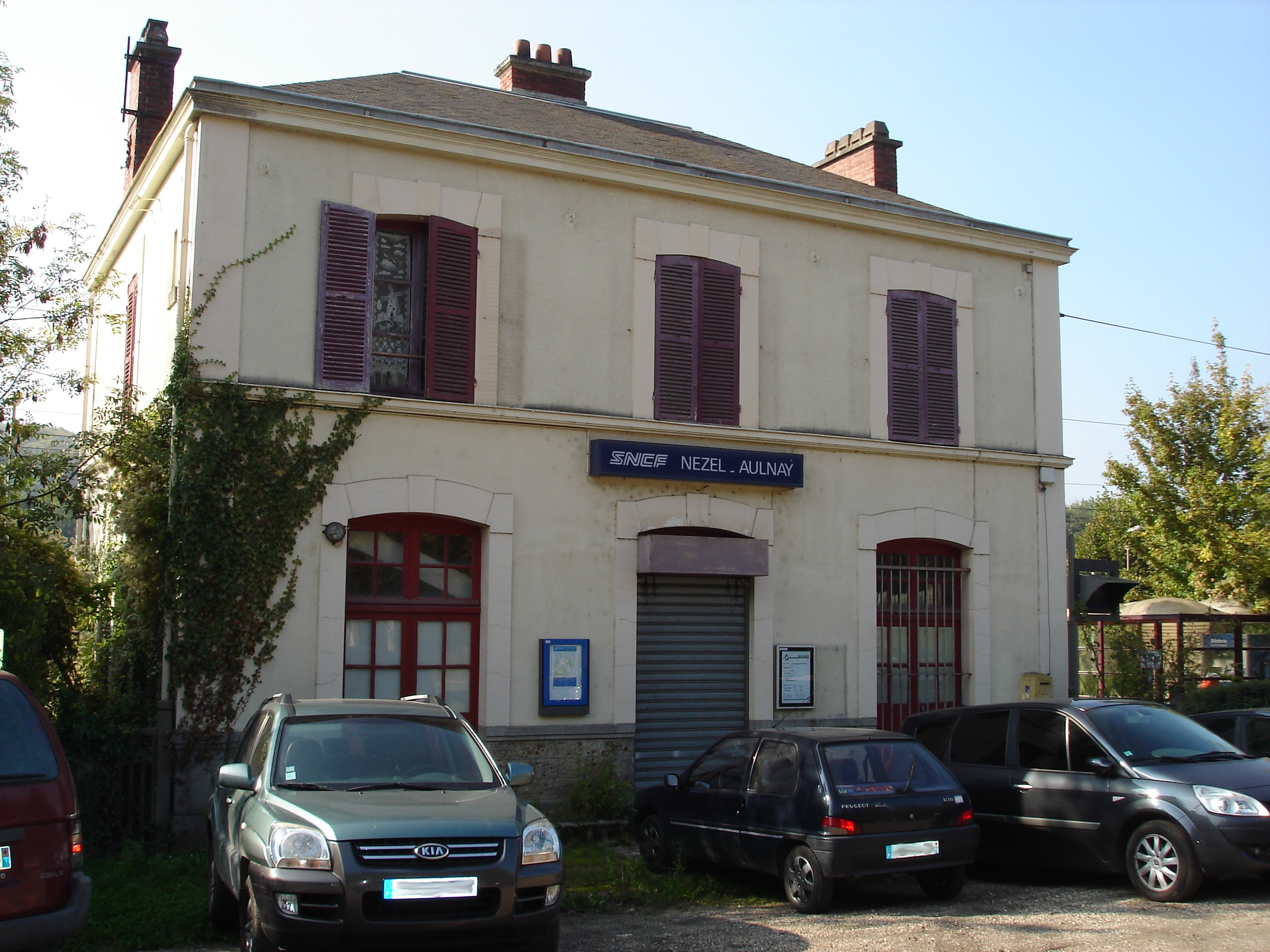
La gare de Nézel - Aulnay.

Le village proprement dit est situé sur une route communale qui relie La Falaise à Maule. La départementale D 191 qui part d'Épône vers Maule passe dans le village.
La commune est desservie, à la gare de Nézel - Aulnay, par la ligne de chemin de fer de Paris-Montparnasse à Mantes-la-Jolie via Plaisir - Grignon et Épône - Mézières, ainsi que par les lignes de bus : 
- la ligne 34 du réseau de bus du Mantois ;
- les lignes 13, 18, 511 et 512 du réseau de bus Centre et Sud Yvelines.

### Climat
Pour des articles plus généraux, voir Climat de l'Île-de-France et Climat des Yvelines.
En 2010, le climat de la commune est de type climat océanique dégradé des plaines du Centre et du Nord, selon une étude du CNRS s'appuyant sur une série de données couvrant la période 1971-2000. En 2020, Météo-France publie une typologie des climats de la France métropolitaine dans laquelle la commune est exposée à un climat océanique et est dans la région climatique Sud-ouest du bassin Parisien, caractérisée par une faible pluviométrie, notamment au printemps (120 à 150 mm) et un hiver froid (3,5 °C).
Pour la période 1971-2000, la température annuelle moyenne est de 11,1 °C, avec une amplitude thermique annuelle de 14,2 °C. Le cumul annuel moyen de précipitations est de 684 mm, avec 10,7 jours de précipitations en janvier et 7,9 jours en juillet. Pour la période 1991-2020, la température moyenne annuelle observée sur la station météorologique la plus proche, située sur la commune de Maule à 2 km à vol d'oiseau, est de 11,8 °C et le cumul annuel moyen de précipitations est de 677,0 mm,. Pour l'avenir, les paramètres climatiques de la commune estimés pour 2050 selon différents scénarios d'émission de gaz à effet de serre sont consultables sur un site dédié publié par Météo-France en novembre 2022.
| Mois                                  | jan.             | fév.           | mars         | avril         | mai           | juin           | jui.         | août           | sep.            | oct.            | nov.           | déc.           | année      |
| ------------------------------------- | ---------------- | -------------- | ------------ | ------------- | ------------- | -------------- | ------------ | -------------- | --------------- | --------------- | -------------- | -------------- | ---------- |
| Température minimale moyenne (°C)     | 1,7              | 1,3            | 3,1          | 4,9           | 8,5           | 11,6           | 13,4         | 13,1           | 10,1            | 7,7             | 4,4            | 2,1            | 6,8        |
| Température moyenne (°C)              | 4,7              | 5,1            | 8            | 10,8          | 14,4          | 17,7           | 19,8         | 19,5           | 16,1            | 12,2            | 7,8            | 5,1            | 11,8       |
| Température maximale moyenne (°C)     | 7,7              | 8,9            | 12,9         | 16,7          | 20,4          | 23,7           | 26,2         | 26             | 22              | 16,8            | 11,3           | 8              | 16,7       |
| Record de froid (°C) date du record   | −17,2 17.01.1985 | −14,5 07.02.12 | −12 13.03.13 | −5,4 06.04.21 | −2 03.05.1967 | 0,5 05.06.1991 | 5 11.07.1990 | 3,5 28.08.1974 | 0 30.09.18      | −5,2 30.10.1985 | −10 24.11.1998 | −15 31.12.1970 | −17,2 1985 |
| Record de chaleur (°C) date du record | 16 01.01.22      | 21 27.02.19    | 27 31.03.21  | 30 21.04.18   | 33 27.05.05   | 38 27.06.11    | 43 25.07.19  | 41 10.08.03    | 37,5 03.09.1973 | 30,5 01.10.11   | 22,5 01.11.14  | 17 07.12.00    | 43 2019    |
| Précipitations (mm)                   | 57,3             | 49,6           | 50,9         | 46,5          | 65,4          | 56             | 53           | 52,8           | 46              | 65,3            | 61,3           | 72,9           | 677        |

## Urbanisme

### Typologie
Au 1er janvier 2024, Aulnay-sur-Mauldre est catégorisée ceinture urbaine, selon la nouvelle grille communale de densité à sept niveaux définie par l'Insee en 2022.
Elle appartient à l'unité urbaine d'Épône, une agglomération intra-départementale regroupant sept  communes, dont elle est une commune de la banlieue,,. Par ailleurs la commune fait partie de l'aire d'attraction de Paris, dont elle est une commune de la couronne,. Cette aire regroupe 1 929 communes,.

### Occupation des solssimplifiée
Le territoire de la commune se compose en 2017 de 66,57 % d'espaces agricoles, forestiers et naturels, 13,22 % d'espaces ouverts artificialisés et 20,21 % d'espaces construits artificialisés.

## Toponymie
Le nom de la localité est attesté sous les formes Alnetum en 1120, Joscellini de Alneolo 1168, Philippus de Alneto v. 1200, fié assis à Auneel-les-Maulle-sur-Maudre 1373, in villa de Alneolo juxta Aubergenville v. 1393, Cappella de Aulnez 1475, Annels 1556, cure d’Epofne, Aunée annexe d’Epofne  1738, Aunay vers 1757, Aulnay-sur-Maudre par décret en 1828, Aulnay-sur-Mauldre.
Il s'agit d'une type toponymique courant signifiant « aulnaie », dérivé du mot aulne (issu du latin alnus, croisé avec le vieux bas francique *alina) avec le suffixe -ĒTU (ayant abouti à la terminaison -ei en ancien français) qui sert à désigner un ensemble d'arbre appartenant à la même espèce et dont la forme féminine ĒTA est encore productive en français moderne sous la forme du suffixe -aie ayant le même sens (voir aulnaie, chênaie, etc.).
Le nom Aulnay se prononce [ɔnɛ], le l étant muet.
Homonymie avec Aulnay-sur-Iton (Eure).
La Mauldre est une petite rivière, affluent de la rive gauche de la Seine, qui coule dans le département des Yvelines.

## Histoire
Site occupé dès la préhistoire (vestiges du paléolithique).
Territoire rattaché au domaine royal en 1204. La paroisse dépendait alors du chapitre de la cathédrale Notre-Dame de Paris (comme celle d'Épône).
1867 : installation, par Émile Larnaude, d'une usine à papier dans un ancien moulin sur la Mauldre.

## Politique et administration

### Rattachements administratifs et électoraux
Antérieurement à la loi du 10 juillet 1964, la commune faisait partie du département de Seine-et-Oise. La réorganisation de la région parisienne en 1964 fit que la commune appartient désormais au département des Yvelines et à son arrondissement de Mantes-la-Jolie après un transfert administratif effectif au 1er janvier 1968.
Pour l'élection des députés, Aulnay-sur-Mauldre fait partie depuis 1988 de la neuvième circonscription des Yvelines, circonscription à dominante rurale du nord-ouest des Yvelines.
Elle faisait partie de 1801 à 1967 du canton de Meulan du département de Seine-et-Oise. Lors de la mise en place des Yvelines, elle est rattachée en 1967 au canton d'Aubergenville. Dans le cadre du redécoupage cantonal de 2014 en France, ce canton, dont la commune est toujours membre, est modifié, passant de 11 à 40 communes.
La commune est intégrée à  l'opération d'intérêt national Seine-Aval, aménagée par l'EPAMSA.
Sur le plan judiciaire, Aulnay-sur-Mauldre fait partie de la juridiction d’instance de Mantes-la-Jolie et, comme toutes les communes des Yvelines, dépend du tribunal de grande instance ainsi que de tribunal de commerce sis à Versailles,.

### Intercommunalité
Aulnay-sur-Mauldre était membre de la communauté de communes Seine-Mauldre, créée fin 2004, et qui regroupait également Aubergenville et Nézel, après le départ de Bouafle et Flins-sur-Seine.
Dans le cadre des prescriptions de la loi de modernisation de l'action publique territoriale et d'affirmation des métropoles (loi MAPAM)  impose la création de territoires d'au moins 200 000 habitants en grande couronne. D'après une déclaration de Philippe Tautou rapportée dans Le Parisien, afin de pouvoir avoir des rapports équilibrés avec la métropole du Grand Paris, cette intercommunalité fusionne avec ses voisines pour former, le 1er janvier 2016, la communauté urbaine Grand Paris Seine et Oise dont Aulnay-sur-Mauldre est désormais membre.

### Politique locale
À l'automne 2016, une crise apparaît au sein du conseil municipal élu en 2014, à la suite des inondations de juin 2016. Cette crise a entrainé deux démissions dans la majorité et l'ensemble de la liste d'opposition nécessitant un retour aux urnes. Jean-Christophe Charbit a été élu maire de la commune en décembre 2016.
Depuis cette élection, des démissions dans la liste majoritaire se succèdent dont des adjoints. Au printemps 2019, une crise plus importante éclate au sein de la majorité du conseil à la suite d'une lettre ouverte à l'ensemble des communes du bassin versant de la Mauldre par l’association pour la protection des sites de Maule et de la vallée de la Mauldre sur la mise en place d'outils de prévention des inondations,. En juillet 2019, 8 conseillers supplémentaires présentent leur démission soit un total de 12 démissions sur 15 élus en 2016. Ces dernières entrainent de nouvelles élections pour le 6 octobre 2019, soit 6 mois avant les élections nationales du fait d'un quorum qui ne peut pas être inférieur à la moitié des sièges à pourvoir. La liste du maire sortant obtient la majorité, avec 4 voix d'avance sur celle de Michel Contet (SE).

### Liste des maires

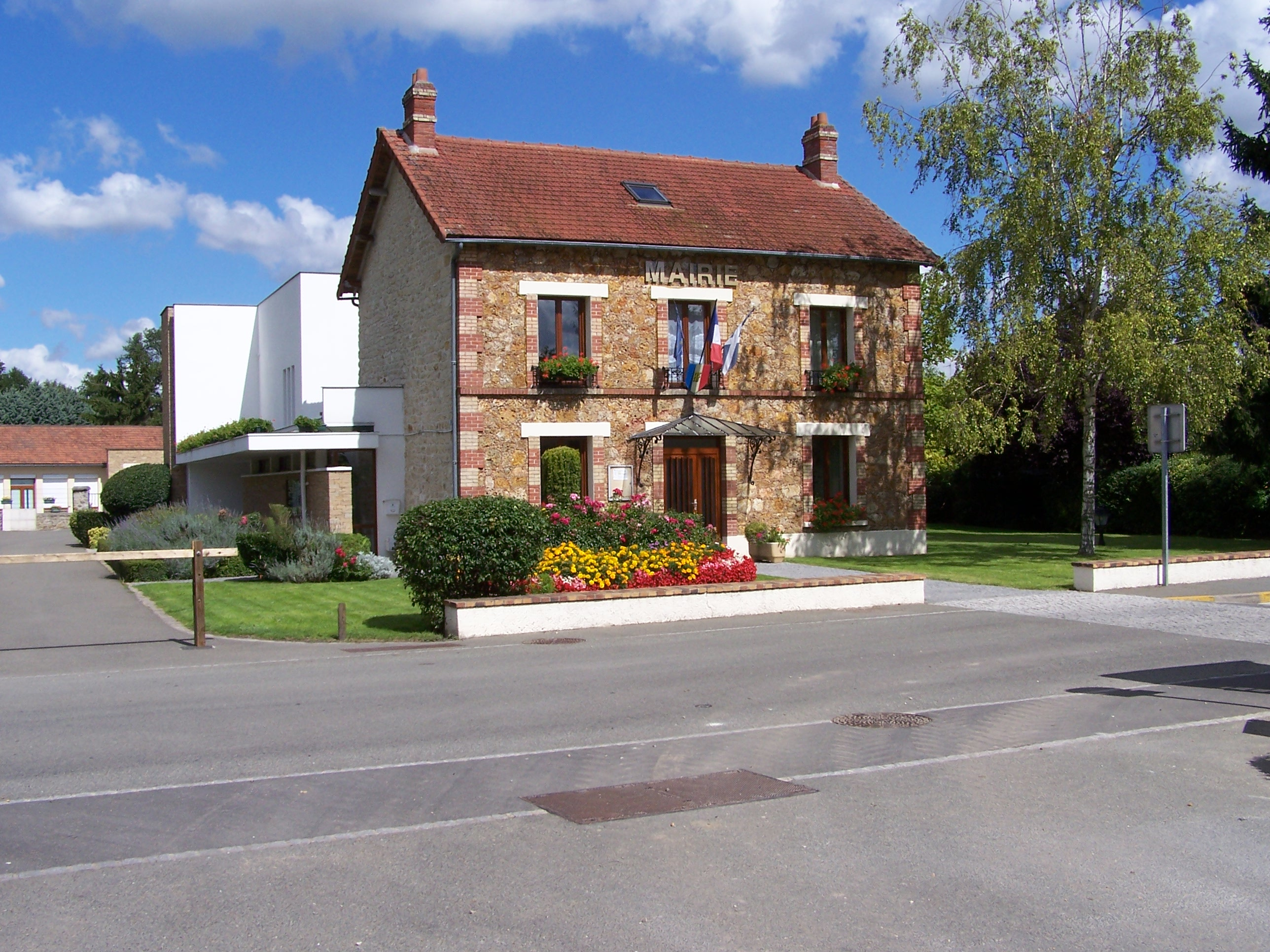
La mairie.

| Période                                  | Période       | Identité                | Étiquette | Qualité                                                                     |
| ---------------------------------------- | ------------- | ----------------------- | --------- | --------------------------------------------------------------------------- |
| Les données manquantes sont à compléter. |               |                         |           |                                                                             |
| mai 1925                                 | ?             | M. Larnaude             |           |                                                                             |
|                                          |               |                         |           |                                                                             |
| mai 1959                                 | mai 1995      | Robert Grandry          | SE        |                                                                             |
| juin 1995                                | mars 2008     | Gérard Loisnel          |           |                                                                             |
| mars 2008                                | décembre 2016 | Catherine Delaunay      | DVD       | Retraitée Mandat écourté par la démission d'une partie du conseil municipal |
| décembre 2016,                           | En cours      | Jean Christophe Charbit | SE        |                                                                             |

### Tendances politiques et résultats
| Scrutin             | Scrutin             | 1er tour | 1er tour | 1er tour | 1er tour | 1er tour  | 1er tour | 1er tour | 1er tour  | 1er tour | 1er tour | 1er tour | 1er tour | 2d tour | 2d tour | 2d tour | 2d tour | 2d tour | 2d tour |
| Scrutin             | Scrutin             | 1er      | 1er      | %        | 2e       | 2e        | %        | 3e       | 3e        | %        | 4e       | 4e       | %        | 1er     | 1er     | %       | 2e      | 2e      | %       |
| ------------------- | ------------------- | -------- | -------- | -------- | -------- | --------- | -------- | -------- | --------- | -------- | -------- | -------- | -------- | ------- | ------- | ------- | ------- | ------- | ------- |
| Présidentielle 2017 | Présidentielle 2017 |          | FN       | 26,00    |          | LR        | 22,96    |          | EM        | 19,09    |          | LFI      | 17,29    |         | EM      | 59,47   |         | FN      | 40,53   |
| Présidentielle 2022 | Présidentielle 2022 |          | LREM     | 26,67    |          | RN        | 24,96    |          | LFI       | 20,00    |          | REC      | 7,38     |         | LREM    | 57,01   |         | RN      | 42,99   |
| Législatives 2022   | 9e                  |          | RN       | 29,20    |          | MoDem-Ens | 23,67    |          | LFI-Nupes | 21,24    |          | LR       | 9,73     |         | MoDem   | 54,85   |         | RN      | 45,15   |
| Législatives 2024   | 9e                  |          | RN       | 38,08    |          | PS-NFP    | 25,94    |          | MoDem-Ens | 20,24    |          | LR       | 11,39    |         | RN      | 52,82   |         | PS      | 47,18   |

## Population et société

### Démographie

#### Évolution démographique
L'évolution du nombre d'habitants est connue à travers les recensements de la population effectués dans la commune depuis 1793. Pour les communes de moins de 10 000 habitants, une enquête de recensement portant sur toute la population est réalisée tous les cinq ans, les populations de référence des années intermédiaires étant quant à elles estimées par interpolation ou extrapolation. Pour la commune, le premier recensement exhaustif entrant dans le cadre du nouveau dispositif a été réalisé en 2008.

En 2022, la commune comptait 1 159 habitants, en évolution de +1,4 % par rapport à 2016 (Yvelines : +2,72 %, France hors Mayotte : +2,11 %).
| 1793 | 1800 | 1806 | 1821 | 1831 | 1836 | 1841 | 1846 | 1851 |
| ---- | ---- | ---- | ---- | ---- | ---- | ---- | ---- | ---- |
| 314  | 318  | 365  | 340  | 299  | 321  | 322  | 307  | 312  |

| 1856 | 1861 | 1866 | 1872 | 1876 | 1881 | 1886 | 1891 | 1896 |
| ---- | ---- | ---- | ---- | ---- | ---- | ---- | ---- | ---- |
| 280  | 300  | 289  | 308  | 285  | 307  | 308  | 292  | 334  |

| 1901 | 1906 | 1911 | 1921 | 1926 | 1931 | 1936 | 1946 | 1954 |
| ---- | ---- | ---- | ---- | ---- | ---- | ---- | ---- | ---- |
| 379  | 385  | 362  | 341  | 483  | 412  | 383  | 363  | 396  |

| 1962 | 1968 | 1975 | 1982 | 1990  | 1999  | 2006  | 2008  | 2013  |
| ---- | ---- | ---- | ---- | ----- | ----- | ----- | ----- | ----- |
| 541  | 521  | 585  | 959  | 1 026 | 1 105 | 1 145 | 1 157 | 1 154 |

| 2018  | 2022  | - | - | - | - | - | - | - |
| ----- | ----- | - | - | - | - | - | - | - |
| 1 137 | 1 159 | - | - | - | - | - | - | - |

#### Pyramide des âges
En 2018, le taux de personnes d'un âge inférieur à 30 ans s'élève à 34,8 %, soit en dessous de la moyenne départementale (38,0 %). De même, le taux de personnes d'âge supérieur à 60 ans est de 21,3 % la même année, alors qu'il est de 21,7 % au niveau départemental.
En 2018, la commune comptait 553 hommes pour 584 femmes, soit un taux de 51,36 % de femmes, légèrement supérieur au taux départemental (51,32 %).
Les pyramides des âges de la commune et du département s'établissent comme suit.
| Hommes | Classe d’âge | Femmes |
| ------ | ------------ | ------ |
| 0,2    | 90 ou +      | 0,2    |
| 3,8    | 75-89 ans    | 5,3    |
| 15,9   | 60-74 ans    | 17,3   |
| 25,5   | 45-59 ans    | 25,0   |
| 20,3   | 30-44 ans    | 17,0   |
| 15,0   | 15-29 ans    | 15,6   |
| 19,3   | 0-14 ans     | 19,7   |

| Hommes | Classe d’âge | Femmes |
| ------ | ------------ | ------ |
| 0,6    | 90 ou +      | 1,4    |
| 6      | 75-89 ans    | 7,8    |
| 13,5   | 60-74 ans    | 14,8   |
| 20,7   | 45-59 ans    | 20,1   |
| 19,6   | 30-44 ans    | 19,9   |
| 18,5   | 15-29 ans    | 16,8   |
| 21,2   | 0-14 ans     | 19,2   |

## Jumelages
La ville jumelée d'Aulnay- sur- Mauldre est la même qu'à Maule qui est la suivante :
- Carnoustie (Écosse)

## Économie
- Agriculture (maraîchage).
- Industrie : usine Bostik-Findely (groupe Total), production d'adhésifs, 40 salariés. Actuellement[C'est-à-dire ?] fermée.

En 2018, la municipalité souhaite développer l'offre commerciale de la commune financé dans le cadre d'un contrat de ruralité, avec une boulangerie-salon de thé, une halle avec des producteurs locaux ainsi qu'une charcuterie et épicerie fine, le long de la très passante RD 191, sur un terrain classé en zone naturelle dans le cadre du PLU intercommunal, et malgré l'opposition de la communauté urbaine, que son président estime « pas compatible avec l'opération d'aménagement et de programmation sur le commerce, qui donne pour objectif de ne plus construire de commerces de flux ».

## Culture locale et patrimoine

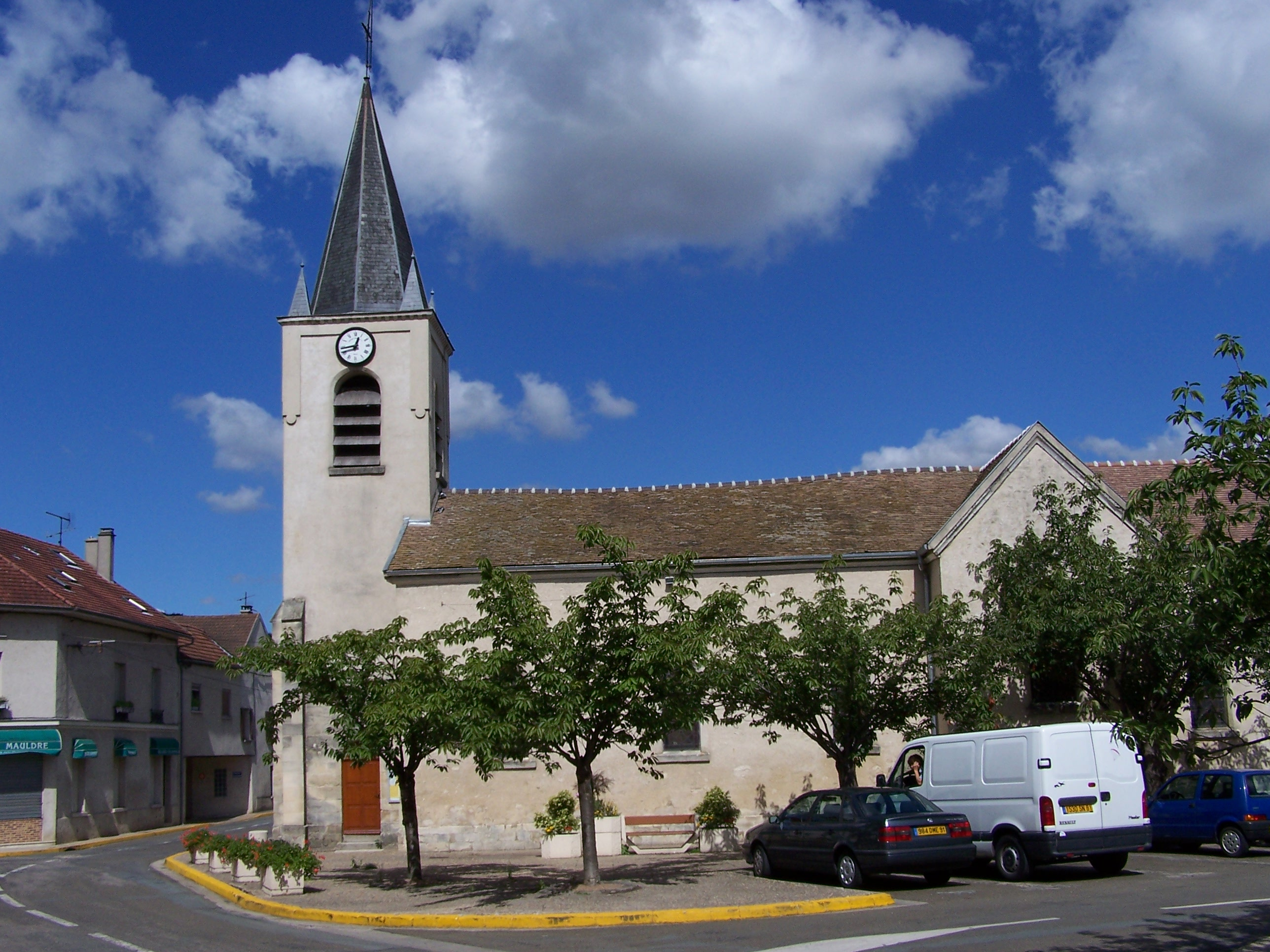
L'église Saint-Étienne.

### Lieux et monuments
- Église Saint-Étienne.

Église construite en 1856, en remplacement d'une ancienne chapelle en ruines.